# Exocentrus melli
Exocentrus melli là một loài bọ cánh cứng trong họ Cerambycidae.